# Яспер, Меттью
Меттью Джеймс «Мэт» Яспер (англ. Matthew James "Matt" Jasper; род. 12 сентября 1972) — британский шорт-трекист, двукратный призёр чемпионата мира по шорт-треку 1991 и 1992, а также пятикратный призёр чемпионата Европы по шорт-треку 1997, 1998, 1999, 2000 и 2001 года. Участник зимних Олимпийских игр 1992 и зимних Олимпийских игр 1998 года.

## Спортивная карьера
Меттью Яспер родился в Лонг-Итон, Великобритания. Тренировался на базе клуба «National Ice Skating Association of U. K. (Limited)» в Ноттингеме.
Первая медаль в его карьере была получена во время чемпионата мира по шорт-треку 1991 года в австралийском городе — Сидней. Команда британских шорт-трекистов в мужской эстафете на 5000 м с результатом 7:49.14 заняла третье место, пропустив вперёд соперников из Новой Зеландии (7:39.16 — 2-е место) и Австралии (7:38.41 — 1-е место).
Последними в его карьере стали зимние Олимпийские игры 1998 года, что проходили в японском городе — Нагано. Яспер был заявлен для выступления в забеге на 500, 1000 м и эстафете. Во время I-го раунда квалификационного забега на 500 м он был дисквалифицирован и прекратил дальнейшую борьбу за медали. Во время забега на 1000 м с результатом 1:34.285 он занял четвёртое место в финале B. В общем зачёте он занял 8-ю позицию. В мужской эстафете на 5000 м британские шорт-трекисты с результатом 7:06.462 финишировали третьими в финале B. В общем зачёте их команда заняла 7-ю позицию.